# José Devecchi
José Antonio Devecchi (Corrientes, Argentina; 9 de julio de 1995) es un futbolista argentino que se desempeña en la posición de arquero. Actualmente se encuentra en el San Lorenzo de Almagro de la Liga Profesional Argentina. Fue también internacional con la Selección sub-20 de Argentina.

## Trayectoria

### San Lorenzo
Jugaba en el club Cambá Cuá (disputó partidos en las categorías sub-13 y 15 de la Liga local) y una persona de apellido Urquidiz que fue su técnico por un par de meses, le dijo si se quería probar en San Lorenzo. Él ya había llevado a Guillermo Franco (jugador correntino hoy nacionalizado mexicano y ya retirado) al club. Le hicieron la prueba y quedó. Eso fue a fines de 2008.
Llegó a fines del 2008 por medio de una búsqueda de talentos del Club Atlético San Lorenzo de Almagro y realizó una prueba en la cual le dijeron que había quedado y que volviera para la pretemporada en enero del 2009.
En Club Atlético San Lorenzo de Almagro desde el 2009, estuvo en todas las categorías inferiores del club, hasta que a mediados del 2014 y con casi 19 años, el director técnico Edgardo Bauza, lo citó para que entrenase en la Primera de San Lorenzo.
El 30 de julio de 2015 disputa la Copa EuroAmericana 2015 frente al Málaga Club de Fútbol en donde consigue una gran actuación atajando dos difíciles remates, además se destacó en aquella noche por atajar en la tanda de penales, uno de ellos con el pecho tras el intento de Fernando Tissone de picársela. El resultado en los penales fue 4-3 a favor de San Lorenzo tras el empate en 0 en los 90 minutos.
El 22 de agosto de 2015, haría su debut oficial en San Lorenzo por el campeonato de primera división, en la victoria por 3-2 frente a Argentinos Juniors, teniendo una buena actuación.

### Audax Italiano
En la temporada 20-21 fue cedido al Audax Italiano.

### Aldosivi
En la temporada 21-22 fue cedido a Aldosivi.

### Sarmiento de Junin
En el año 2023 fue cedido a Sarmeinto de Junín .Club en el que tuvo buenas apariciones, una de las más recordadas fue cuando le atajo un penal a Benedetto, en un partido contra Boca Juniors. En el que el partido terminaría con una victoria del verde, 1 a 0.

### Atlético Tucuman
En el año 2024 fue cedido al Decano. Club en el que tuvo un pobre rendimiento, en el cual tuvo la pobre racha de ganar dos partidos en tres meses (febrero, marzo y abril). Luego de eso perdería la titularidad y a mitad de año saldría del club.

### Banfield
A mitad del años 2024 fue cedido al taladro.
Actualmente, Devecchi, se encuentra en el cuervo

## Selección nacional
Integró el seleccionado argentino sub-18.
Estaba entre los 16 juveniles que acompañarían a la Selección Argentina como sparring para el Mundial de Brasil 2014, pero al final no sucedió. El motivo de la baja del futbolista se debió a que su club, San Lorenzo de Almagro, no lo habilitase para que viaje a Brasil junto a sus compañeros. Pese a las ganas del juvenil de integrar los 16 sparring, el DT Edgardo Bauza, le pidió a Devecchi que comience la pretemporada próxima a la par del plantel profesional porque tendría sus chances de ser el segundo arquero, ante la salida del actual arquero suplente Cristian Álvarez.

### Selección Argentina Sub-20

#### Sudamericano Sub-20
El 6 de enero de 2015, Humberto Grondona, director técnico de la Selección Argentina sub-20, entregó una lista con los 32 futbolistas en el cual se encontraba José Devecchi y que sería convocado para que se entrenará a partir del lunes de cara al campeonato sudamericano sub-20 de la categoría que se disputará a partir de enero próximo en Uruguay.
El 10 de enero a muy poco del comienzo del Sudamericano Sub-20 Humberto Grondona dio la lista de 23 convocados que José Devecchi ingresó en la lista de 23 jugadores que viajaran a Uruguay.
El 14 de enero la Selección Argentina Sub-20 tendría su debut en el Sudamericano Sub-20 contra la Selección de Ecuador Sub-20 en lo que fue una gran goleada 5-2 a favor de la albiceleste. Los goles los marcaron Correa a los 20 minutos, Martínez a los 32, Monteseirín 9 minutos después y Giovanni Simeone en dos ocasiones El 16 de enero en la segunda fecha del torneo para ratificar su gran nivel en el primer partido la Selección Argentina Sub-20 tendría un duro golpe al perder 0-1 contra la Selección de Paraguay Sub-20 que se coloca por el momento como puntero de grupo.
El 18 de enero tras el duro golpe de la derrota pasada la Selección Argentina Sub-20 derrotó hoy con amplitud a su par de Selección de Perú Sub-20, por 6-2.
El 26 de enero arrancaría el hexagonal final del Sudamericano Sub-20 que tendría en su primera fecha que enfrentar a la Selección de Perú Sub-20 rival que en la primera fase del torneo había goleado, en este, partido también obtendría la victoria pero tan solo 2-0 con goles de Giovanni Simeone y de Ángel Correa, que cuando el partido estaba en su momento más difícil vio al arquero adelantado y saco un remate con la derecha que paso por encima del arquero que se metió en el arco.
El 1 de febrero se juega el superclásico de las Américas con el eterno rival de Argentina, Brasil, transcurridos 86 minutos y cuando el partido pintaba para empate 0-0, Angelito Correa tomó la pelota en el círculo central, mandó un pase bochinesco de cachetada asistió a Maximiliano Rolón que anotó el primer gol. Contreras en el último minuto marcaría de cabeza para redondear la agónica victoria 2-0 a Brasil.
El 4 de febrero Argentina juega contra el rival que lo venciera 1-0 en fase de grupos, Selección de Paraguay Sub-20. Con ánimos revanchistas, Selección Argentina Sub-20 salió a ser protagonista desde el comienzo, y fue a los 17 minutos que Tomás Martínez, desde el círculo central le mandó un pase a Angelito Correa, que estaba adelante y ligeramente a la derecha. Con su zurda fantasiosa, Angelito realizó un delicioso dribbling en que gambeteó a 3 paraguayos, y acto seguido remató al arco. El arquero paraguayo Tomás Coronel tapó el disparo, pero dio rebote y ahí estaba el optimista del gol Gio, para abrir el marcador. Argentina terminó goleando 3-0.
El 7 de febrero de 2015 se juega la última fecha del hexagonal contra el local y organizador del torneo, Uruguay, en la práctica era una final ya que previo a disputarse esta fecha la Selección Argentina Sub-20 era puntera y Uruguay era escolta, Uruguay debía ganar sí o sí para salir campeón, cualquier otro resultado le daba el campeonato a Argentina. Uruguay salió a atropellar al rival, usando a su favor su condición de local con 60.000 hinchas uruguayos que reventaban las tribunas del estadio Centenario, y efectuando una fuerte presión, se puso arriba del marcador ni bien arrancó el partido con un gol a los 7 minutos de Gastón Pereiro. Sin embargo, Argentina se re-organizó y comenzó a apoderarse de la lucha del mediocampo, comenzó a tener más iniciativa y recibió su premio cuando a los 35 minutos empató. Pero fue a los 81 minutos Angelito Correa, quien tras haber estado prácticamente todo el partido realizando dribblings por derecha, gambeteó una vez más y se sacó a 2 uruguayos de encima, definió por abajo del arquero uruguayo Gastón Guruceaga, y de esta forma Argentina dio vuelta el marcador y sentenció el 2-1 silenciando a los 60.000 uruguayos y con desazón cómo Argentina se coronaba campeona del Sudamericano Sub-20.

#### Copa Mundial Sub-20
El 6 de marzo de 2015 el entrenador del seleccionado Sub-20, Humberto Grondona, lo incluyó en la Preselección de cara a la Copa Mundial Sub-20 que se llevará a cabo en Nueva Zelanda. Los entrenamientos y amistosos comenzarían a fines de marzo y seguirían todo abril, hasta que la lista final de jugadores que viajarán al mundial sea anunciada los primeros días de mayo.
El 13 de mayo de 2015, Humberto Grondona, confirmó la lista de 21 futbolistas que representarán a la Selección Sub-20 en el Mundial de Nueva Zelanda en la cual se encontraba José Devecchi.
El plantel viajaría el lunes 18 de mayo hacia Tahití, donde disputaría dos amistosos ante la selección local, y el 25 de mayo llegaría a 
Wellington para debutar el 30 de mayo ante Panamá.
El 23 de mayo el seleccionado jugaría el segundo amistoso, y último antes de viajar a Nueva Zelanda para disputar el Mundial, contra Tahití y esta vez la albiceleste se impondría por 4 a 1, con goles de Ángel Correa, Monteseirín, Simeone y Emiliano Buendía, mostrando buen manejo de la pelota y contundencia en ataque. Devecchi contaría con 45 minutos de juego antes de ser sustituido por Augusto Batalla

#### Detalle
| \| N.º \| Fecha \| Estadio \| Local \| Resultado \| Visitante \| Goles \| Asist. \| \| \| ----- \| ---------- \| ------------------------------------------ \| --------- \| --------- \| --------- \| ----- \| ------ \| ------------------- \| \| 1 \| 16-01-2015 \| Profesor Alberto Suppici, Colonia, Uruguay \| Argentina \| 0-1 \| Paraguay \| \| \| Sudamericano Sub-20 \| \| 2 \| 21-05-2015 \| Pater Te Hono Nui, Papeete, Tahití \| Tahití \| 3-1 \| Argentina \| \| \| Amistoso \| \| 3 \| 24-05-2015 \| Pater Te Hono Nui, Papeete, Tahití \| Argentina \| 4-1 \| Tahití \| \| \| Amistoso \| \| Total \| \| Presencias \| 3 \| \| Goles \| 0 \| 0 \| \| |            |                                            |           |           |           |       |        |                     |
| N.º | Fecha      | Estadio                                    | Local     | Resultado | Visitante | Goles | Asist. |                     |
| 1 | 16-01-2015 | Profesor Alberto Suppici, Colonia, Uruguay | Argentina | 0-1       | Paraguay  |       |        | Sudamericano Sub-20 |
| 2 | 21-05-2015 | Pater Te Hono Nui, Papeete, Tahití         | Tahití    | 3-1       | Argentina |       |        | Amistoso            |
| 3 | 24-05-2015 | Pater Te Hono Nui, Papeete, Tahití         | Argentina | 4-1       | Tahití    |       |        | Amistoso            |
| Total |            | Presencias                                 | 3         |           | Goles     | 0     | 0      |                     |

No incluye partidos amistosos.

#### Participaciones con la selección
| N.º | Torneo                   | Sede          | Resultado      |
| --- | ------------------------ | ------------- | -------------- |
| 1   | Sudamericano Sub-20 2015 | Uruguay       | Campeón        |
| 2   | Copa Mundial Sub-20 2015 | Nueva Zelanda | fase de grupos |

## Estadísticas

### Clubes
| Club                         | Div.                | Temporada           | Liga  | Liga  | Liga   | Copas nacionales | Copas nacionales | Copas nacionales | Torneos internacionales | Torneos internacionales | Torneos internacionales | Total | Total | Total  |
| Club                         | Div.                | Temporada           | Part. | Goles | Encaj. | Part.            | Goles            | Encaj.           | Part.                   | Goles                   | Encaj.                  | Part. | Goles | Encaj. |
| ---------------------------- | ------------------- | ------------------- | ----- | ----- | ------ | ---------------- | ---------------- | ---------------- | ----------------------- | ----------------------- | ----------------------- | ----- | ----- | ------ |
| San Lorenzo Argentina        | 1.ª                 | 2015                | 1     | 0     | -2     | 1                | 0                | 0                | —                       | —                       | —                       | 2     | 0     | -2     |
| San Lorenzo Argentina        | 1.ª                 | 2017-18             | 1     | 0     | -2     | —                | —                | —                | —                       | —                       | —                       | 1     | 0     | -2     |
| San Lorenzo Argentina        | 1.ª                 | 2018-19             | 1     | 0     | -2     | 0                | 0                | 0                | 0                       | 0                       | 0                       | 1     | 0     | -2     |
| Audax Italiano · Chile       | 1°                  | 2019-20             | 19    | 0     | -24    | —                | —                | —                | 4                       | 0                       | 3                       | 23    | 0     | -27    |
| Audax Italiano · Chile       | Total club          | Total club          | 19    | 0     | -24    | 0                | 0                | 0                | 4                       | 0                       | -3                      | 23    | 0     | -27    |
| San Lorenzo Argentina        | 1.ª                 | 2021                | 2     | 0     | -1     | 2                | 0                | -2               | 2                       | 0                       | -1                      | 6     | 0     | -4     |
| San Lorenzo Argentina        | Total club          | Total club          | 5     | 0     | -7     | 3                | 0                | -2               | 2                       | 0                       | -1                      | 10    | 0     | -10    |
| Aldosivi Argentina           | 1°                  | 2021 - 2022         | 17    | 0     | -      | —                | —                | —                | —                       | —                       | —                       | 17    | 0     | -      |
| Aldosivi Argentina           | Total club          | Total club          | 17    | 0     | -      | 0                | 0                | 0                | 0                       | 0                       | 0                       | 17    | 0     | -      |
| Sarmiento de Junín Argentina | 1.ª                 | 2023-presente       | 0     | 0     | -      | —                | —                | —                | —                       | —                       | —                       | 0     | 0     | -      |
| Total en su carrera          | Total en su carrera | Total en su carrera | 22    | 0     | -30    | 1                | 0                | 0                | 4                       | 0                       | 03                      | 28    | 0     | -34    |
| 1.                           |                     |                     |       |       |        |                  |                  |                  |                         |                         |                         |       |       |        |

### Selecciones
| Selección        | Temporada | Amistosos | Amistosos | Sudamérica | Sudamérica | Mundial | Mundial | Total | Total  |
| Selección        | Temporada | Part.     | Encaj.    | Part.      | Encaj.     | Part.   | Encaj.  | Part. | Encaj. |
| ---------------- | --------- | --------- | --------- | ---------- | ---------- | ------- | ------- | ----- | ------ |
| Sub-20 Argentina | 2015      | 2         | 0         | —          | —          | 1       | 1       | 3     | 1      |
| Sub-20 Argentina | Total     | 2         | 0         | 0          | 0          | 1       | 1       | 3     | 1      |
| Total            | Total     | 2         | 0         | 0          | 0          | 1       | 1       | 3     | 1      |

## Palmarés

### Campeonatos nacionales
| Título              | Club        | País      | Año  |
| ------------------- | ----------- | --------- | ---- |
| Supercopa Argentina | San Lorenzo | Argentina | 2015 |

### Campeonatos internacionales
| Título                         | Selección        | Sede       | Año  |
| ------------------------------ | ---------------- | ---------- | ---- |
| Campeonato Sudamericano Sub-20 | Argentina sub-20 | Montevideo | 2015 |